# Adolfo Prada Vaquero
Adolfo Prada Vaquero était un général espagnol et dirigeant militaire des forces républicaines pendant la guerre civile espagnole.

## Biographie
Il entre dans l'armée à 15 ans. En 1911, il devient capitaine. Il prend sa retraite de l'armée en 1931 avec le grade de capitaine d'infanterie.
En 1936, il revient dans l'armée dans les rangs des républicains.
En septembre 1936, il devient lieutenant-colonel à la tête d'un régiment de 1 500 soldats entre Tolède et Madrid. Cette colonne sera soumis à la poussée principale des troupes du général Varela. En novembre 1936, il reçoit des renforts 1 600 soldats puis 4000. Ils combattent durant le siège de Madrid.
Le 21 décembre 1936 son unité est rebaptisé Brigade C puis 36e brigade. À la fin de décembre, le 2e Corps d'Armée de Madrid est créé et Prada comme colonel commande la 7e division et défend la cité universitaire. Il reste à cette position jusqu'au 20 juillet 1937. Le 6 août, il commande le XIVe Corps d'armée. Il participe à la bataille de Santander du côté est. Quand le front recule, il se réfugie à Santoña. Le 29 août, Prada est à la tête de tous les troupes du nord. Mais le front se rétrécit, les nationalistes prennent Gijón le 21 octobre. Prada dit partir pour Bordeaux et revenir en Espagne par Barcelone.
Le 5 novembre il est nommé commandement de l'armée d'Andalousie, dont le siège est à Baza, il y reste jusqu'au 14 mars 1938, il est remplacé par Segismundo Casado. Le 31 juillet 1938, il est nommé chef de l'armée de Extremadura il remplace Ricardo Burillo à Mérida. Il participe à la bataille de l'Ebre. Le 19 octobre 1938 il est remplacé par le colonel Joaquin Perez Salas (es) et devient inspecteur général de la zone centrale.
Après un procès militaire, il est condamné à mort, mais sa peine est commuée en prison, il y passe quelques années.
Libéré, il fait partie de l'organisation clandestine espagnole des Forces armées républicaines (AFARE) jusqu'à sa mort à Madrid en 1962.